# Le Droit de cuissage : France, 1860-1930
Le Droit de cuissage : France, 1860-1930 est un essai historique de la sociologue Marie-Victoire Louis paru en 1994 en France.

## Argument
Une étude historique et sociologique sur les violences sexuelles faites aux femmes au travail en France, des débuts de la première révolution industrielle à la grève victorieuse « pour la dignité des femmes », en 1905 à Limoges.

## Plan
- Hommages et remerciements - Préface de Michelle Perrot, [lire en ligne].
- Chapitre I : L'environnement politique, juridique, économique : travaux des femmes , pouvoirs des hommes, [lire en ligne].
- Chapitre II. Le droit de cuissage. Repères, [lire en ligne].
- Chapitre III. La dépossession du corps de femmes ; la subordination des êtres, [lire en ligne].
- Chapitre IV. De l'appropriation sexuelle du corps des femmes au travail, [lire en ligne].
- Chapitre V. De l'ambivalence entre salariat et prostitution, [lire en ligne].
- Chapitre VI. Le droit de cuissage dans l'entreprise. Pouvoir patronal et solidarité ouvrière, [lire en ligne].
- Chapitre VII. La séduction dolosive par abus d'autorité : Les débats juridiques, [lire en ligne].
- Chapitre VIII. Le silence des femmes, [lire en ligne].
- Chapitre IX. Le silence déchiré, les luttes de femmes pour la dignité, [lire en ligne].
- Chapitre X. La grève de Limoges contre droit de cuissage, avril 1905, [lire en ligne].
- Conclusion, [lire en ligne].
- Bibliographie, [lire en ligne].